# Джеремі Ашкеназ
Джеремі Ашкеназ (англ. Jeremy Ashkenas) творець мови програмування CoffeeScript, фреймворку Backbone.js для JavaScript та бібліотеки Underscore.js для JavaScript.

 Ашкеназ брав участь в багатьох заходах й конференціях як спікер. Зараз[коли?] він працює над Interactive News у NYTimes та DocumentCloud.

## Виноски
1. ↑  JavaScript Meetup City, Open, The New York Times, 4 квітня 2012, архів оригіналу за липень 16, 2012, процитовано липень 2, 2013
2. ↑  Interview: Jeremy Ashkenas Talks About CoffeeScript, архів оригіналу за 19 травня 2012, процитовано 2 липня 2013
3. ↑  Jeremy Ashkenas — A Cup of CoffeeScript, архів оригіналу за 29 травня 2013, процитовано 2 липня 2013
4. ↑  Jeremy Ashkenas's past events — Lanyrd, архів оригіналу за 24 липня 2013, процитовано 2 липня 2013

## Зовнішні посилання
- особиста сторінка [Архівовано 7 липня 2013 у Wayback Machine.]
- CoffeeScript GitHub репозітарій [Архівовано 28 серпня 2013 у Wayback Machine.]
- Backbone.js GitHub репозітарій [Архівовано 23 грудня 2012 у Wayback Machine.]
- Underscore.js GitHub репозітарій [Архівовано 14 травня 2011 у Wayback Machine.]